# Lérins
Insulele Lérins (în franceză Îles de Lérins) sunt patru insule situate la sud de Cannes.
Pe insula Saint-Honorat se află Abația Lérins, cu rol însemnat în răspândirea creștinismului în Galia. Pe insula Sainte-Marguerite s-a aflat închisoarea în care a fost închis Omul cu mască de fier⁠(en)[traduceți], subiect tematizat de Alexandre Dumas în romanul Vicontele de Bragelonne.

## Personalități
- Eucherius de Lyon, episcop
- Vincent de Lérins, călugăr, scriitor